# Izotepec
Izotepec är en ort i Mexiko.   Den ligger i kommunen General Heliodoro Castillo och delstaten Guerrero, i den södra delen av landet, 220 km söder om huvudstaden Mexico City. Izotepec ligger 1 364 meter över havet och antalet invånare är 1 232.
Terrängen runt Izotepec är bergig åt nordväst, men åt sydost är den kuperad. Izotepec ligger nere i en dal. Runt Izotepec är det ganska glesbefolkat, med 21 invånare per kvadratkilometer. Izotepec är det största samhället i trakten. I omgivningarna runt Izotepec växer huvudsakligen savannskog.